# Clothall
Clothall – wieś w Anglii, w hrabstwie Hertfordshire, w dystrykcie North Hertfordshire. Leży 20 km na północ od miasta Hertford i 51 km na północ od centrum Londynu.